# Balatonfüredi kistérség

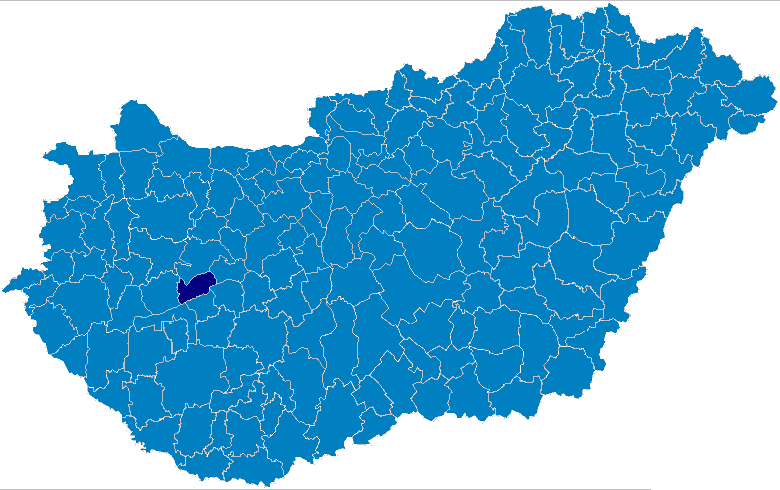
A Balatonfüredi kistérség

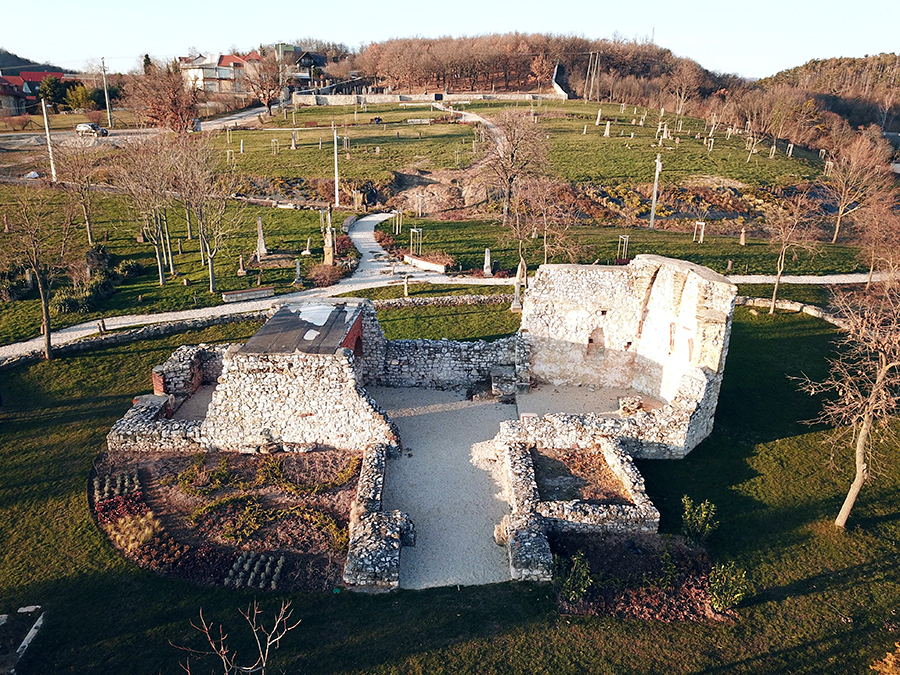
Papsoka, templomrom légi fotón (Balatonfüred)

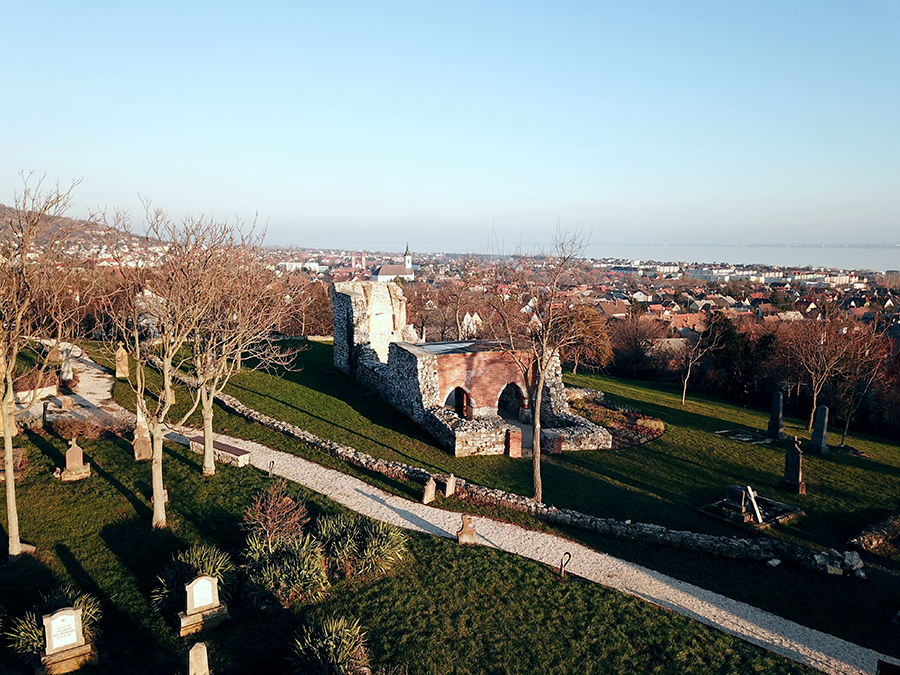
Papsoka, templomrom légi felvételen (Balatonfüred)

A Balatonfüredi kistérség egy kistérség volt Veszprém megyében, központja Balatonfüred volt. 2014-ben az összes többi kistérséggel együtt megszűnt.

## Települései
| Aszófő        | Balatonakali  | Balatoncsicsó | Balatonfüred | Balatonszepezd |
| Balatonszőlős | Balatonudvari | Csopak        | Dörgicse     | Lovas          |
| Monoszló      | Óbudavár      | Örvényes      | Paloznak     | Pécsely        |
| Szentantalfa  | Szentjakabfa  | Tagyon        | Tihany       | Vászoly        |
| Zánka         |               |               |              |                |

## Története
Lovas 2007-ben került ide a Balatonalmádi kistérségből.